# La Tempête (film, 1958)
Pour les articles homonymes, voir La tempesta et La Tempête.
Pour plus de détails, voir Fiche technique et Distribution.
La Tempête (La tempesta) est un film italo-franco-yougoslave réalisé par Alberto Lattuada, sorti en Italie en 1958.
Il s'agit d'une adaptation du roman d'Alexandre Pouchkine, La Fille du capitaine, publié en 1836.

## Synopsis
L'action se situe en 1770 en Russie. Le lieutenant Griniov surpris en état d'ébriété lors d'une revue, sur ordre de l'impératrice Catherine II, est expédié dans un coin reculé de l'empire, le village fortifié de Bielogorsk. Sur sa route, il rencontre Pougatchev, un cosaque qu'il sauve de la mort. Parvenu à la forteresse, Griniov se met aux ordres du capitaine Mironov commandant de la petite garnison. Mironov a une fille, Macha, dont Griniov tombe amoureux, mais il doit affronter la rivalité du lieutenant Chvabrine.

## Fiche technique
- Titre : La Tempête
- Titre original : La tempesta
- Réalisation : Alberto Lattuada, assisté de Michelangelo Antonioni
- Scénario : Louis S. Peterson (en) non crédité, Ivo Perilli et Alberto Lattuada d'après le roman La Fille du capitaine et Histoire de la révolte de Pougatchev d'Alexandre Pouchkine.
- Producteur : Dino De Laurentiis
- Musique originale : Piero Piccioni
- Photographie : Aldo Tonti
- Son : Vittorio Trentino
- Montage : Otello Colangeli, Henri Rust
- Décors : Mario Chiari, Miodrag Nikolic
- Direction artistique : Vlado Brankovic
- Durée : 120 minutes
- Pays: Italie, France, Yougoslavie
- Langue : Italien
- Couleur : Couleur (Technicolor)
- Format : 2,35 : 1
- Son: Mono (Westrex Recording System)
- Dates de sortie : 
  - Italie : 1er décembre 1958
  - France : 25 mars 1959

## Distribution
- Silvana Mangano (VF : Mireille Darc) : Macha Mironov
- Van Heflin (VF : Jean-Marie Amato) : Emelian Pougatchev
- Viveca Lindfors (VF :Jacqueline Ferrière) : Catherine II de Russie
- Geoffrey Horne (VF : Michel Le Royer) : Lieutenant Piotr Griniov
- Robert Keith (VF : Maurice Porterat) : Capitaine Ivan Mironov
- Oskar Homolka (VF : Jean Brochard) : Savelic
- Helmut Dantine (VF : Yves Furet) : Lieutenant Chvabrine
- Vittorio Gassman (VF : René Arrieu) : le Procureur
- Finlay Currie (VF : Jacques Berlioz) : Comte Griniov
- Laurence Naismith (VF : Claude Péran) : Major Zurine
- Janez Vrhovets (sr) (VF : Jean Clarieux) : Sokolov: Sokolov
- Al Silvani (VF : Henri Crémieux) : le père Garasin (pope Guerassim en VO)

Par ordre alphabétique, autres acteurs dont on ne connaît pas les voix françaises:
- Stole Arandielović (sr): un moujik, ne figure pas au générique
- Milan Bosiljčić: ne figure pas au générique
- Guido Celano : moujik dans l'isba
- Radmilo Courtchić (sr): ne figure pas au générique
- Marija  Crnobori (sr): femme sur une charrette
- Dragomir Felba (sr)
- Fulvia Franco : Palaska
- Cristina Gajoni: une jeune fille
- Jovan Gec: le capitaine Dmitri
- Claudio Gora: un ministre de Catherine II
- Miloutine Jasnić (sr); Bachiro
- Nevenka Mikoulić: Akoulina
- Predrag Milinković (sr) : ne figure pas au générique
- Agnes Moorehead : Vassilissa Mironov
- Nico : la Blonde à la maslenitsa (fête de printemps)
- Petar Obradović
- Milivoj Popović  Mavid (sr)
- Tonio Selwart
- Milan Srdotch (sr): un moujik
- Mirko Srećković
- Niksa Stefanini: Beloborodov
- Mlađa Veselinović (sr)
- Milivoje Živanović (sr) : Souvorov

## Accueil
En Italie, pour la saison cinématographique 1958-1959, "La Tempête" a été le film le plus rentable avec 1750 milliards de lires de recettes soit environ la valeur de 20638 millions d'euros en 2011-2012, année où a été réalisé ce bilan . 
Entre 1950 et 2015, ce film se classe 17e dans le classement des films les plus vus au cinéma en Italie avec 11167557 billets déchirés .
Monsieur Jean Tulard dans le "Guide des films" édité par les Éditions Robert Laffont le commente ainsi: «Grand spectacle avec le concours de la cavalerie yougoslave et reconstitution d'une forteresse et d'une ville. Mais ce n'est pas pour autant la meilleure adaptation de La fille du capîtaine».

## Distinctions

### Récompenses
- 1959 : David di Donatello de la meilleure production, prix attribué aussi à La Maja nue réalisé par Henry Koster.
- 1959 : David di Donatello du meilleur réalisateur attribué à Alberto Lattuada.

### Nominations
- 1959   1959 : quatre sélections pour le Ruban d'argent attibué par le Syndicat national des journalistes cinématographiques italiens

1) Ivo Perilli et Alberto Lattuada pour le scénario.
2) Aldo Tonti pour la photographie en couleurs
3) Mario Chiari pour la meilleure conception de la production
4) Dino De Laurentis pour le meilleur producteur

## Autour du film
Au bout de quelques minutes la tsarine Catherine II sort de son palais pour passer en revue les fils de nobles qui veulent rentrer dans le corps de cadets; la façade du palais qui occupe tout l'arrière plan n'est pas celle du Palais Catherine mais celle du Palais de Caserte. D'autres scènes ont été tournées à Belgrade, au Palais Barberini et aux studios Ponti-De Laurentis à Rome.
A la 49e minute du film, une escouade de cavaliers se présente devant l'entrée de la forteresse pour demander sa reddition. Spontanément, le capitaine Ivan Mironov leur envoie, avec le seul canon dont il dispose, un boulet qui expédie quelques cavaliers dans la rivière et qui persuade les autres à repartir, bride abattue, pour rendre compte de la réponse. Deux ans plus tard, cette scène semble avoir inspiré John Wayne pour le film "Alamo" lorsque le colonel William Barrett Travis, avec son cigare met le feu à la poudre d'un canon qui envoie son projectile en direction des émissaires d'Antonio Miguel Lopez de Santa Anna.  
L'attaque de la ville fortifiée de Bielogorsk et d'autres séquences permettent de se rendre compte de l'importante figuration utilisée : 3000 paysans et 4500 cavaliers; une des raisons qui a poussé Alberto Lattuada à tourner en yougoslavie est qu'il pouvait y disposer de la cavalerie de son armée .
Pour ceux qui peuvent supporter la vision d'une copie médiocre en anglais, sous-titrée en russe, le film est visible dans le site suivant 
Monsieur Alberto Lattuada a, au moins quatre fois, contribué par le cinéma, à faire connaître la littérature russe au public : en 1952 avec Le Manteau d'après Nicolas Gogol, en 1958 avec La Tempête d'après Alexandre Pouchkine, en 1962 avec La Steppe d'après Anton Tchekhov, en 1976 avec Cœur de chien d'après Mikhaïl Boulgakov.

## En bref
D'autres réalisateurs ont dirigé des adaptations de "La Fille du capitaine" pour le 7e art.
- 1914: Grigori Ivanovitch Libkene (ru) et Siguizmound Ianovitch Vesselovski [5].
- 1928: Iouri Viktorovitch Taritch (ru)[6]
- 1934: Volga en flammes de Victor Tourjansky
- 1947: Mario Camerini
- 1958: Vladimir Pavlovitch Kaplounovski (ru)
- 1958: Alberto Lattuada
- 1962: Alain Boudet pour, à la télévision, un épisode en deux parties du Théâtre de la jeunesse
- 1965: Leonardo Cortese pour une mini-série télévisée de six épisodes.
- 1972: ...? pour un épisode de la série télévisée "Novela" diffusé le 12 juin 1972
- 1978: Pavel Reznikov pour un téléfilm[7]
- 2000: Alexandre Prochkine
- 2005: Iekaterina Lvovna Mikhaïlova (ru)pour un court métrage d'animation
- 2012: Giacomo Campiotti pour un téléfilm